# Boeing 787
O Boeing 787 Dreamliner é uma aeronave widebody bimotor turbofan desenvolvida e fabricada pela Boeing. Sua capacidade de passageiros varia de 242 a 335 passageiros. É a aeronave mais eficiente da Boeing em termos de combustível e foi a primeira na qual foram usados compósitos como material principal na construção de sua estrutura. O 787 foi projetado para ser 20% mais eficiente do que o Boeing 767. As características do 787 incluem seu nariz distintivo, o uso total do sistema fly-by-wire, asas curvadas, e redução de ruído dos motores. Seu cockpit é semelhante ao do Boeing 777, o que permite que pilotos qualificados operem os dois tipos de aeronave.
Inicialmente, a aeronave foi designada como Boeing 7E7, até sua renomeação em janeiro de 2005. O primeiro 787 foi apresentado ao público em uma cerimônia de roll-out no dia 8 de julho de 2007, na fábrica da Boeing, em Everett. O desenvolvimento e produção do 787 envolveram a colaboração de inúmeros fornecedores em todo o mundo. A montagem final das aeronaves acontece em Everett e em North Charleston. Originalmente planejado para entrar em serviço em maio de 2008, o projeto teve vários atrasos. O primeiro voo ocorreu em 15 de dezembro de 2009, e completou os testes de voo em 2011.
As certificações da Administração Federal de Aviação (FAA) e da Agência Europeia para a Segurança da Aviação (EASA) foram entregues em agosto de 2011, tendo o primeiro 787-8 sido entregue em setembro de 2011. Este avião, entrou em serviço comercial em 26 de outubro de 2011, pela All Nippon Airways. O 787-9, que é 20 pés (6,1 metros) maior e tem um alcance 450 milhas náuticas (830 quilômetros) maior que a versão -8, voou pela primeira vez em setembro de 2013. As entregas do 787-9 iniciaram em julho de 2014 e a variante entrou em serviço comercial em 7 de agosto de 2014, também pela All Nippon Airways, com a companhia lançadora da versão, a Air New Zealand, recebendo a aeronave dois dias depois. Em novembro de 2015, o 787 havia recebido 1142 pedidos de 62 companhias.
A aeronave sofreu vários problemas em serviço, principalmente incêndios a bordo relacionados com as suas baterias de íon-lítio. Estes sistemas foram revisados pela FAA, a qual bloqueou todos os 787 no mundo até que os problemas com as baterias fossem resolvidos. Após a Boeing revisar a bateria e fornecer um modelo revisado, a organização aprovou o novo projeto e liberou as aeronaves em abril de 2013. O 787 retornou ao serviço de passageiros no final do mês.

## Desenvolvimento

### Início
Durante a década de 1990, a Boeing começou a propor novas aeronaves, já que as vendas para o 767 e 747-400 desaceleraram. A empresa propôs duas novas aeronaves, o 747X Super Stretch, que aumentaria a eficiência do 747-400, e o Sonic Cruiser, que alcançaria velocidades mais elevadas (cerca de Mach 0,98), enquanto a queima de combustível seria semelhante a do 767. Grandes companhias aéreas dos Estados Unidos, incluindo a Continental Airlines, mostraram interesse no Sonic Cruiser, embora também tenham expressado preocupações sobre o custo operacional.
Os projetos foram interrompidos devido aos ataques de 11 de setembro de 2001 e o aumento dos preços do petróleo, fazendo com que as companhias aéreas se interessassem principalmente em economia de combustível em vez de velocidade. A Boeing cancelou oficialmente o projeto do Sonic Cruiser em 20 de dezembro de 2002. Porém, a empresa anunciou um projeto alternativo, em uma configuração mais convencional, em 29 de janeiro de 2003. A ênfase em uma aeronave bimotora de médio porte, ao invés de um grande avião, representou uma mudança na teoria de grandes aeronaves operarem rotas principais, fazendo com que aeronaves menores operem rotas longas.
O substituto para o projeto Sonic Cruiser foi inicialmente denominado de "7E7" (com o nome de desenvolvimento "Y2"). A tecnologia do Sonic Cruiser e do 7E7 seria utilizada para substituir as aeronaves da Boeing, um esforço chamado de Boeing Yellowstone. As imagens iniciais do projeto do 7E7 incluiu novas janelas do cockpit, um nariz caído e um estabilizador vertical curvado. Em julho de 2003, a Boeing realizou uma votação pública para definir o nome público do 7E7, sendo que o nome Dreamliner foi o vencedor com cerca de 500 000 votos. Outros nomes disponíveis para votação eram eLiner, Global Cruiser, e Stratoclimber.

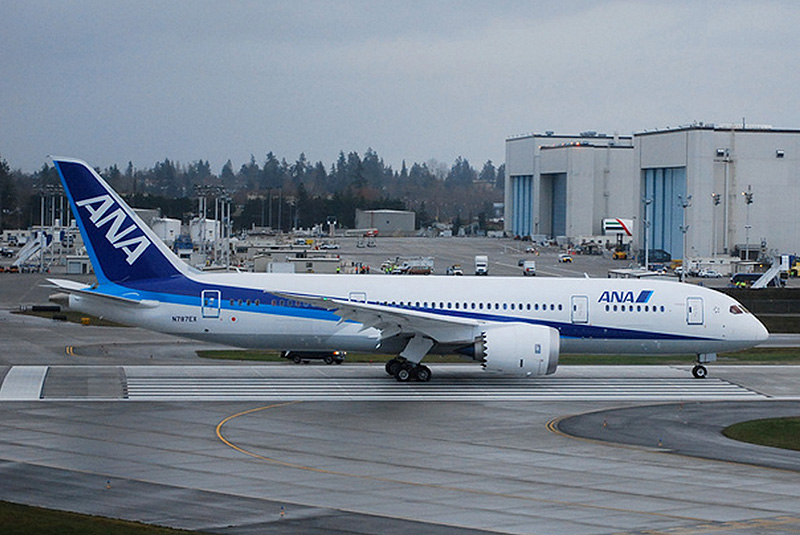
787 da All Nippon Airways na fábrica da Boeing, em Everett. A companhia lançou o 787 Dreamliner com uma encomenda de 50 aeronaves em 2004.

Em 26 de abril de 2004, a companhia japonesa All Nippon Airways se tornou o cliente de lançamento do 787, ao anunciar um pedido de 50 aeronaves, com entregas a partir do final de 2008. A companhia inicialmente encomendou 30 aeronaves da versão -3, com capacidade de 330 passageiros em configuração de única classe econômica, e 20 aeronaves da versão -8, de longo alcance, com capacidade de 250 passageiros em configuração de duas classes para as rotas internacionais curtas, tais como Tóquio-Pequim. A aeronave permitiria à All Nippon Airways abrir novas rotas para cidades não servidas anteriormente, como Denver, Moscou e Nova Délhi. O 787-3 e 787-8 seriam as variantes iniciais; o 787-9 entraria em serviço em 2010, por sua vez.

### Fase de projetos
O 787 foi projetado para ser o primeiro avião comercial com a fuselagem montada inteiramente com fibra de carbono, eliminando placas de alumínio e cerca de 50 000 parafusos utilizados em outras aeronaves. A Boeing selecionou dois tipos de motores para o 787, o Rolls-Royce Trent 1000 e o General Electric GEnx, afirmando que o modelo seria aproximadamente 20% mais eficiente que o 767, com uma potência de motor cerca de 40% maior, além de melhorias aerodinâmicas, utilização de materiais compósitos mais leves e sistemas avançados. O 787-8 e -9 foram certificados pelo ETOPS para distanciar-se por 330 minutos de um aeroporto.
Até o final de 2004, a aeronave havia recebido cerca de 237 encomendas. A Boeing inicialmente fixou o preço da variante 787-8 em 120 milhões de dólares, um valor baixo que surpreendeu a indústria. Em 2007, o preço de tabela era de 146 milhões de dólares para o 787-3, 157 milhões de dólares para o 787-8 e 189 milhões de dólares para o 787-9. A fuselagem da aeronave foi submetida a testes estruturais durante o desenvolvimento.

### Montagem
A Boeing anunciou em 16 de dezembro de 2003 que o 787 seria montado na fábrica em Everett, Washington. Ao invés de construir a aeronave da forma tradicional, unindo suas partes em apenas uma linha de produção, a montagem final iria empregar de 800 a 1200 pessoas para montar partes da aeronave separadamente, em várias linhas de produção. Este método de produção resultou em linhas de produção mais simples, com os sistemas pré-instalados, o que reduziu o tempo da montagem final em três dias.

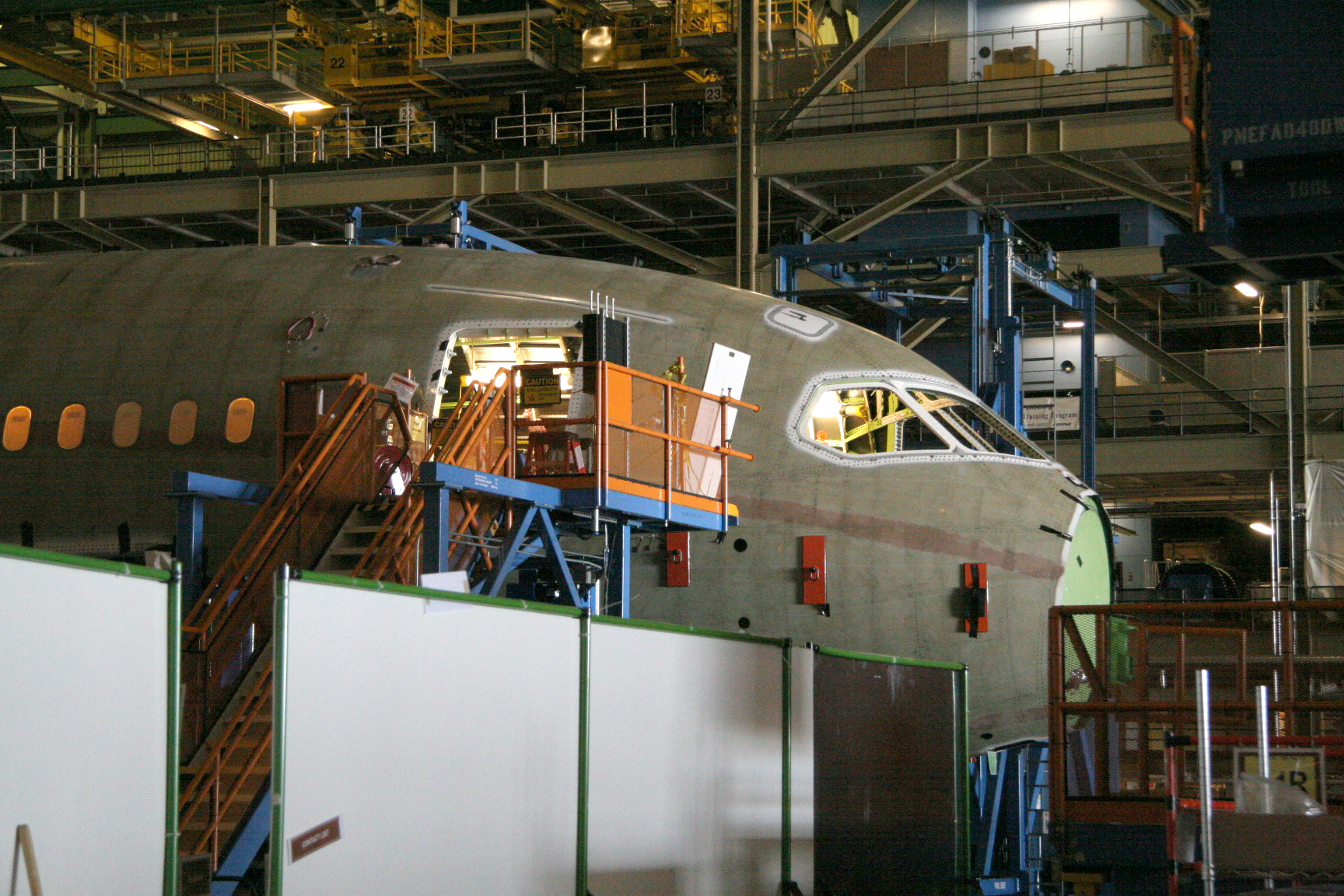
Montagem da parte frontal da aeronave

Partes da aeronave são fabricadas por empresas multinacionais, como a Mitsubishi Heavy Industries (asas); Alenia Aeronautica (fuselagem frontal e posterior e estabilizadores horizontais e leme de direção); Global Aeronautica, Kawasaki Heavy Industries e Spirit AeroSystems (fuselagem); Latécoère (portas de passageiros); Saab AB (portas de carga); HCL Technologies (software); TAL Manufacturing Solutions (vigas do piso); Labinal (fiação); Messier-Bugatti-Dowty (trem de pouso) e Hamilton Sundstrand (sistemas de distribuição de energia e ar condicionado).
Para acelerar a entrega dos componentes principais, a Boeing transformou quatro 747-400 em 747 Dreamlifter, para transportar as asas, fuselagem, e outras peças menores. O governo japonês prestou apoio com 2 bilhões de dólares em empréstimos para o projeto. Em 26 de abril de 2006, a fabricante japonesa Toray Industries e a Boeing assinaram um acordo de produção, envolvendo 6 bilhões de dólares em fibra de carbono. Em maio de 2007, iniciou a montagem final da primeira aeronave na fábrica da Boeing em Everett.
O projeto do 787 tornou-se menos lucrativo do que o esperado para algumas empresas. A Finmeccanica teve um prejuízo de 750 milhões de euros no projeto.
No final de 2006, durante a montagem dos protótipos, a Boeing notou que as aeronaves estavam sendo fabricadas com um excesso de peso, sendo 5 000 libras (2 300 quilos) mais pesadas do que o especificado. Para reduzir o peso, algumas partes da aeronave foram redesenhadas e o uso do titânio foi aumentado. Em julho de 2015, a Reuters informou que a Boeing planejava reduzir o uso do titânio para decrescer os custos de construção.

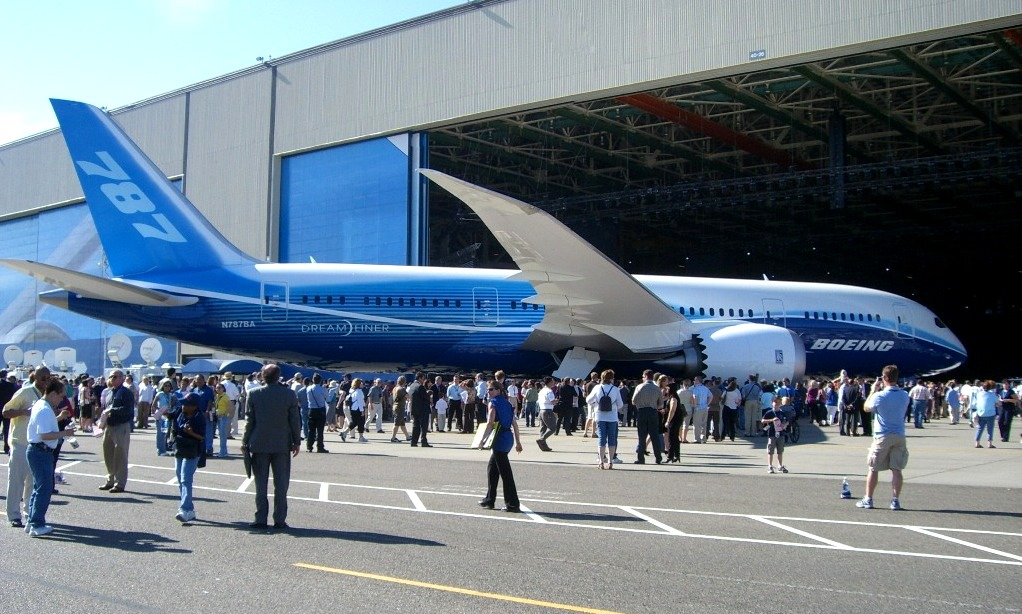
Primeira aparição pública do 787 em 8 de julho de 2007

A Boeing apresentou oficialmente a aeronave ao público em 8 de julho de 2007 e marcou seu primeiro voo para o final de agosto de 2007. Naquele momento, o Boeing 787 já tinha 677 encomendas, maior número de encomendas de uma aeronave antes do lançamento até então.
Em setembro de 2007, a Boeing anunciou um atraso de três meses para o primeiro voo, afirmando que o software de voo da aeronave estava incompleto. Em 10 de outubro de 2007, um segundo atraso de mais três meses para o primeiro voo e seis meses para a primeira entrega foram anunciados devido a problemas com a falta de documentação de fornecedores no exterior  e os atrasos no desenvolvimento do software de orientação de voo. Menos de uma semana depois, Mike Bair, o gerente do projeto, foi substituído. Já em 16 de janeiro de 2008, a Boeing anunciou um terceiro atraso de mais três meses para o primeiro voo do 787, citando progressos insuficientes no desenvolvimento do software.
Em 9 de abril de 2008, um quarto atraso foi anunciado, adiando o primeiro voo para o quarto trimestre de 2008 e atrasando as entregas iniciais em cerca de quinze meses, previstas para o terceiro trimestre de 2009. A variante 787-9 foi adiada para 2012 e o projeto do 787-3 foi paralisado. Em 4 de novembro de 2008, um quinto atraso foi anunciado em virtude da instalação incorreta de componentes da aeronave e de uma greve dos funcionários da Boeing. O primeiro voo da aeronave não ocorreu no quarto trimestre de 2008, como previsto. Depois de avaliar a grade de programação com fornecedores, em dezembro de 2008, a Boeing afirmou que o primeiro voo havia sido adiado para o segundo trimestre de 2009. Algumas companhias aéreas, vide a United Airlines e a Air India, afirmaram que iriam pedir uma compensação pela Boeing por causa dos atrasos, ameaçando cancelar seus pedidos.

### Testes de solo
Em 23 de agosto de 2007, um teste de colisão envolvendo a queda da fuselagem de um altura aproximada de 15 pés (4,6 metros) para um 1 em (25 mm) foi realizado em Mesa, Arizona. Os resultados deste teste serviram como base para serem feitas simulações computadorizadas, eliminando a necessidade de testes físicos. Enquanto críticos expressavam a preocupação de que a fuselagem de material compósito pudesse queimar com facilidade e emitir gases tóxicos durante pousos forçados, os testes indicaram uma emissão de gases quase nula. O teste de colisão foi o terceiro de uma série de experimentações realizadas para adequar a aeronave aos critérios da Administração Federal de Aviação quanto ao uso dos materiais compósitos.

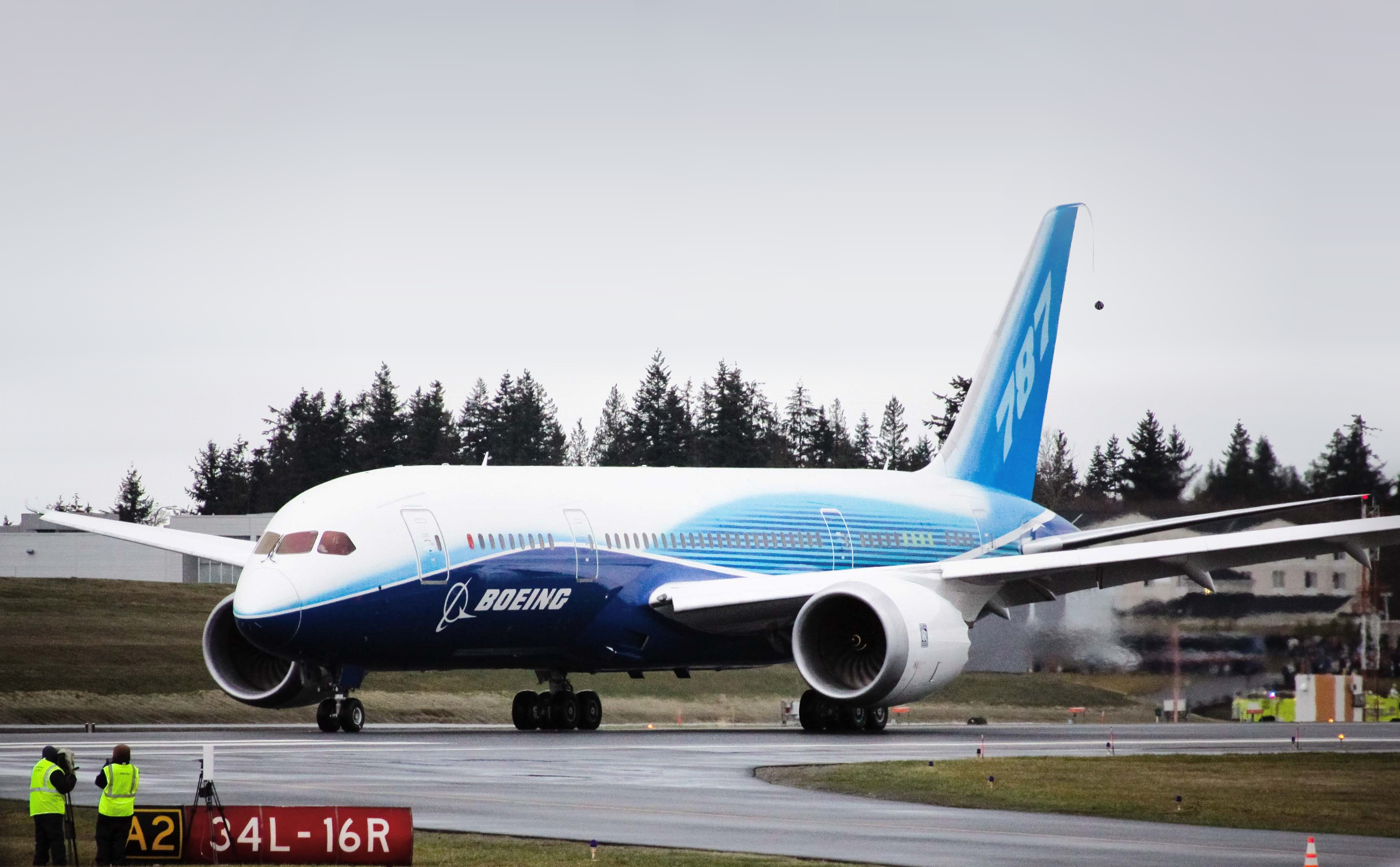
Protótipo da aeronave durante os testes de taxiamento em Paine Field.

Em 7 de agosto de 2007, a certificação do motor Rolls-Royce Trent 1000 foi recebida. O motor alternativo General Electric GEnx obteve a certificação em 31 de março de 2008. Em 20 de junho de 2008, os motores do protótipo foram acionados pela primeira vez. Em dezembro de 2008, aprovou-se o programa de manutenção do 787.
Em 3 de maio de 2009, o primeiro teste do 787 foi realizado ainda na linha de montagem, testando componentes vitais da aeronave, como os estabilizadores, o conjunto do trem de pouso e os softwares. A Boeing informou que os primeiros 787-8 teriam um alcance de 8 000 milhas náuticas (15 000 quilômetros). Como resultado, algumas companhias aéreas adiaram os pedidos do 787 para que recebessem as aeronaves com o alcance desejado.
Em 15 de junho de 2009, durante o Show Aéreo de Paris, a Boeing afirmou que o 787 faria o seu primeiro voo dentro de duas semanas. No entanto, em 23 de junho de 2009, o primeiro voo foi novamente adiado devido a razões estruturais. A Boeing forneceu um cronograma atualizado do 787 em 27 de agosto de 2009; o primeiro voo estava programado para ocorrer até o final de 2009, e as entregas, para começar no final de 2010. Em 28 de outubro de 2009, a Boeing selecionou Charleston, Carolina do Sul, como o local para a segunda linha de montagem do 787, após avaliar propostas de vários estados. Em 12 de dezembro de 2009, o 787 completou testes de táxi de alta velocidade, o último antes do voo inaugural.

### Testes de voo
Em 15 de dezembro de 2009, após dois anos e quatro meses de atraso, a Boeing conduziu o primeiro voo do 787, decolando de Paine Field, em Everett, Washington, às 10h27 UTC-8, e pousando no aeroporto de King County, Washington, às 13h35 UTC-8. Originalmente delineado para quatro horas, o primeiro voo foi reduzido para três horas devido ao mau tempo. O cronograma de testes de voo da Boeing previa um total de nove meses de testes antes da certificação.

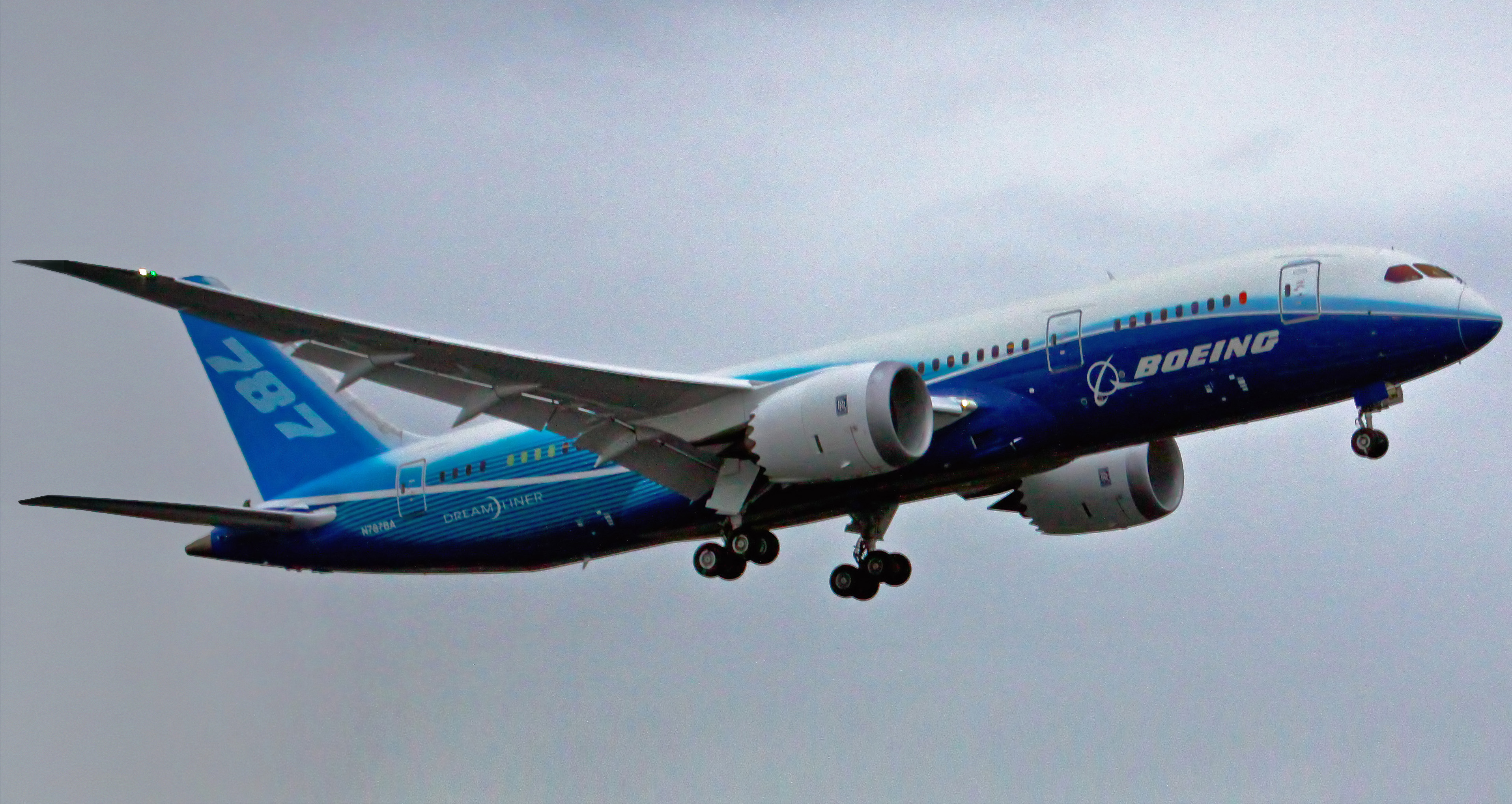
Primeiro voo do Boeing 787-8 em 15 de dezembro de 2009

O calendário de testes de voo foi composto por seis aeronaves, quatro equipadas com o motor Rolls-Royce Trent 1000 e duas com o General Electric GEnx. O segundo protótipo, já com a pintura da All Nippon Airways, fez seu primeiro voo em King County no dia 22 de dezembro de 2009, para participar do programa; o terceiro protótipo executou seu primeiro voo em 24 de fevereiro de 2010, seguido pelo quarto protótipo, em 14 de março de 2010. Em 24 de março de 2010, concluíram-se os testes de vibração e efeitos de solo, autorizando a aeronave a voar com toda a sua capacidade. Ainda em março, foi completado o teste de carga de asa, onde as asas são flexionadas cerca de 7,6 metros para cima, 150% de sua capacidade de flexibilidade, por três segundos. Isso corresponde a praticamente o dobro da carga suportada por outras aeronaves com dimensões similares, colocando as asas do 787 como a de maior flexibilidade dentre todos os aviões comerciais fabricados em série até hoje.
Pela primeira vez na história das aeronaves da Boeing, os testes foram bem-sucedidos e a aeronave não sofreu qualquer dano. No dia 7 de abril, os dados mostraram que o teste fora um sucesso.
Em 23 de abril de 2010, o quarto protótipo pousou na Eglin Air Force Base para testes de condições meteorológicas extremas, em temperaturas que variavam de 46 ºC a 43 ºC, incluindo as preparações de decolagem nos dois extremos de temperatura. O quinto protótipo iniciou os testes de motor no solo em maio de 2010, fazendo o primeiro voo em 16 de junho do mesmo ano. Em junho de 2010, foram descobertas e reparadas falhas nos estabilizadores horizontais de todas as aeronaves de testes. No mês, mais tarde, um dos protótipos sofreu uma descarga elétrica, mas inspeções não encontraram nenhum dano. Como os materiais compostos possuem pouca condução elétrica, a camada condutora é adicionada para diminuir os riscos potenciais. A FAA também planejou alterações de requisitos para ajudar o 787 a mostrar conformidade.

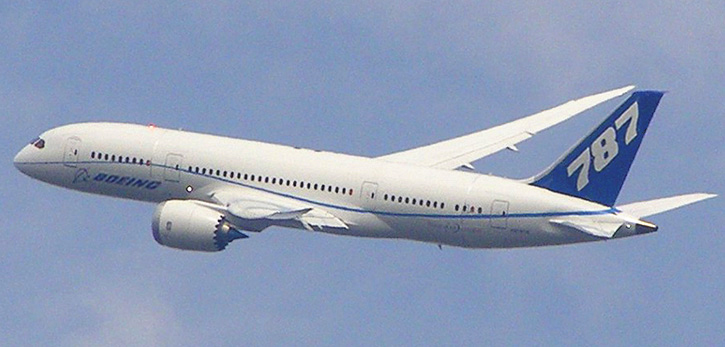
Aeronave durante um voo de demonstração no Show Aéreo Internacional de Farnborough em 2010.

O 787 fez sua primeira aparição em um show aéreo no Show Aéreo Internacional de Farnborough, Reino Unido, em 18 de julho de 2010. Em 2 de agosto de 2010, um motor Rolls-Royce Trent 1000 sofreu uma ruptura nas instalações internas durante os testes de solo. A falha causou um atraso no cronograma de entregas da aeronave. Em 27 de agosto de 2010, a Boeing afirmou que a primeira entrega para a All Nippon Airways seria adiada para o início de 2011. Em setembro de 2010, informou que mais duas aeronaves poderiam se juntar aos testes de voo, totalizando seis. Em 4 de outubro de 2010, o sexto protótipo ingressou no programa de testes.
Em 9 de novembro de 2010, o segundo protótipo teve de realizar um pouso de emergência no Aeroporto Internacional de Laredo, no Texas, depois que fumaça e chamas foram percebidas durante um voo-teste. O incêndio fez alguns sistemas elétricos pararem de funcionar. Após o incidente, a Boeing suspendeu os testes de voo. Apurada investigação, descobriu-se que o incêndio ocorreu porque objetos desconhecidos estavam presentes na parte elétrica da aeronave, causando um curto-circuito. Depois de mudanças no sistema elétrico e no software de voo, a aeronave retomou os testes em 23 de dezembro de 2010.
Em 5 de novembro de 2010, foi anunciado que as primeiras entregas seriam atrasadas para resolver problemas encontrados durante os testes de voo. Em janeiro de 2011, a primeira entrega foi adiada para o terceiro trimestre do ano devido a atualizações do software de voo e reparos na parte elétrica, tendo em vista o incêndio de novembro de 2010. Em 24 de fevereiro de 2011, a aeronave havia completado 80% dos testes aéreos necessários. Em julho de 2011, a All Nippon Airways operou uma semana de testes de rotas comerciais, usando um 787 no Japão. As aeronaves de teste haviam voado 4 828 horas, com 1 707 voos até 15 de agosto de 2011. Durante o teste, a aeronave visitou 14 países da Ásia, Europa, América do Norte e América do Sul, no total, a fim de testar climas extremos e testes de rota. A Administração Federal de Aviação e a Agência Europeia para a Segurança da Aviação certificaram o 787 em 26 de agosto de 2011, após uma cerimônia na sede da Boeing em Everett.

## Características
A aeronave é feita de 80% de compósito. Em alusão ao peso, as proporções são de 50% de compósito, 20% de alumínio, 15% de titânio, 10% de aço e 5% de outros materiais. O alumínio é usado na ponta das asas e da cauda, ao passo que titânio é empregado em motores; o aço flutua entre várias áreas.
A velocidade de cruzeiro é de 0,85 mach 958 kn km/h ou  517 kn). A maior distância de cruzeiro é de 8 000 a 8 500 milhas náuticas (14 800 à 15 700 km), o suficiente para cobrir rotas que praticamente dão meia volta ao mundo, como Nova Iorque-Bancoque.

### Sistemas de voo

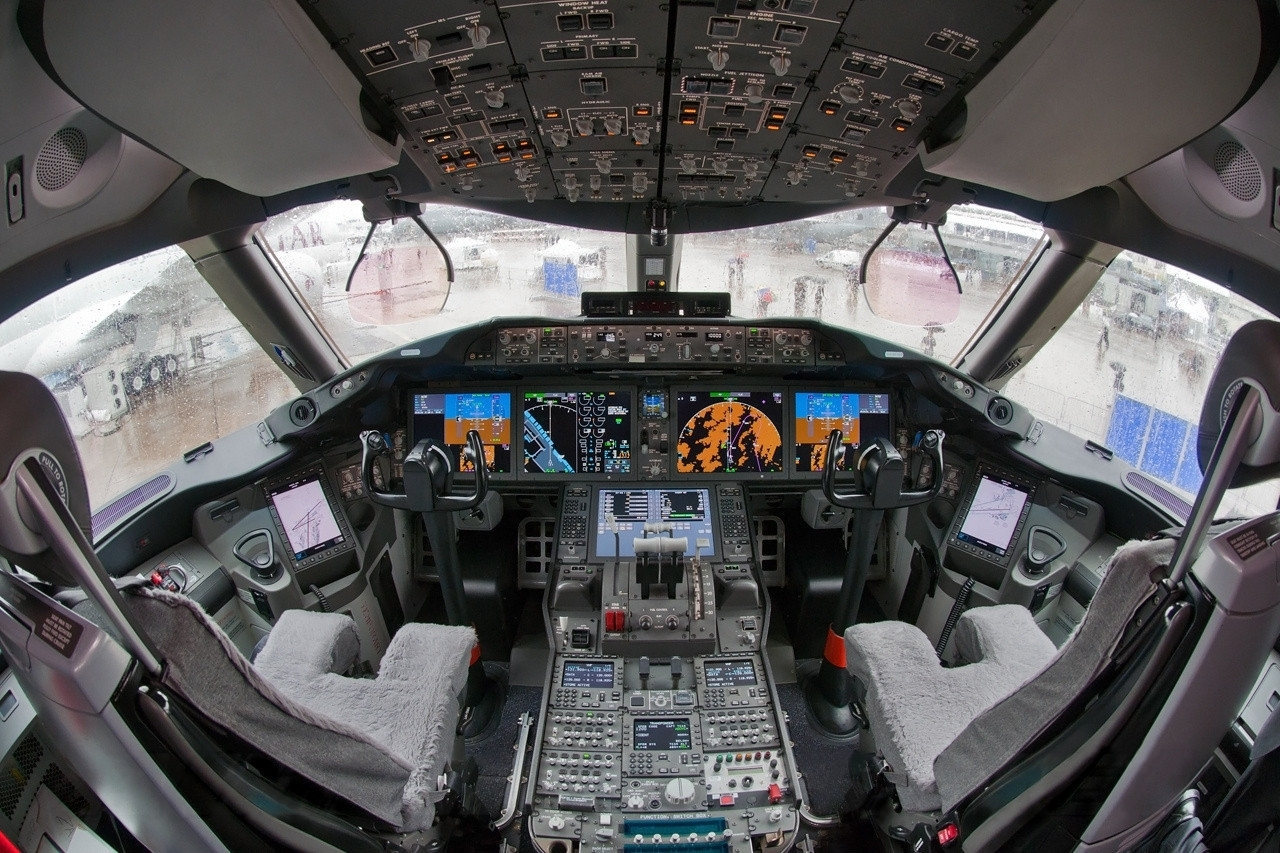
Cabine do Boeing 787

A arquitetura da aeronave substituiu muitos sistemas hidráulicos por sistemas elétricos (a título de exemplo, o acionamento dos motores e de freios, pressurização da cabine, etc.). Os sistemas extraem 35% menos energia dos motores, permitindo maior potência e economia de combustível. No total, o avião tem 1,45 megawatts de potência, cerca de cinco vezes mais que outros aviões. Ela também abarca um sistema de degelo eletrotérmico, substituindo o bleed air quente. A cabine usa o sistema fly-by-wire, semelhante ao do Boeing 777, porém com monitores em LED maiores, além de dois head-up displays.

### Interior

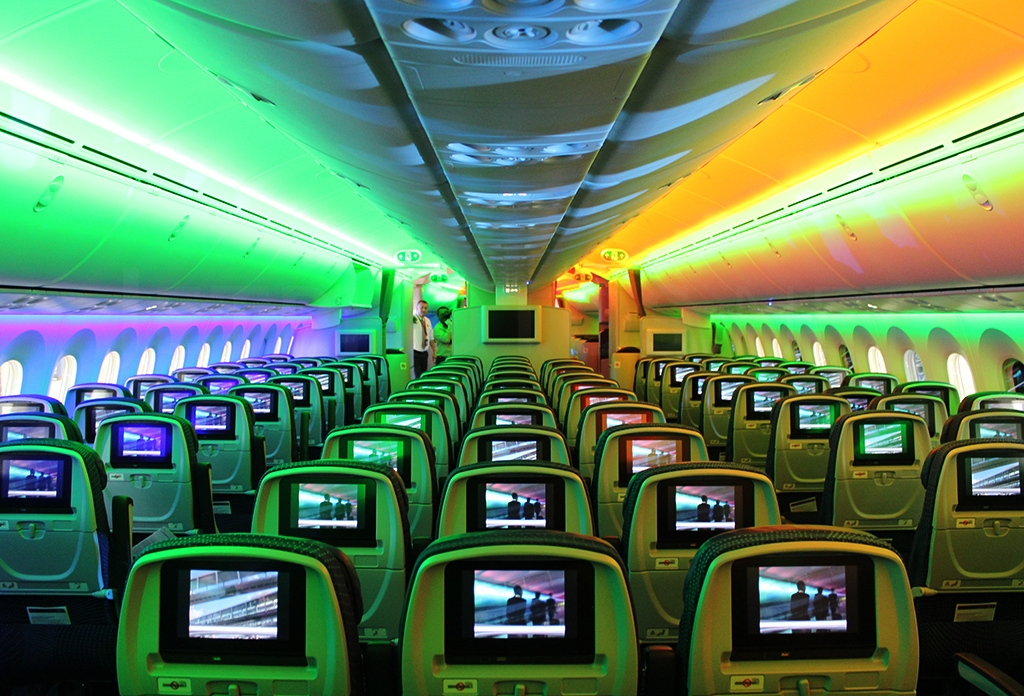
Interior do 787 na configuração 3-3-3 na classe econômica

O 787-8 é projetado para levar até 238 passageiros em 3 classes, 240 passageiros em 2 classes e 296 passageiros em uma classe econômica única. A largura do interior é de 550 cm, 38 cm a mais que os Airbus A330 e A340, mas 13 cm a menos que o Airbus A350 e 41 cm a menos que o Boeing 777.
As janelas medem 27 por 47 cm, sendo as maiores de qualquer avião comercial, e, no lugar de cortinas, conta com variados níveis de transparência através de comandos de eletrocromismo.

## Variantes
Existem três variantes do 787 Dreamliner em produção ou em teste. O 787-8 e o 787-9 entraram em operação em 2014, enquanto o 787-10 ingressou em 2018. A variante 787-3, designada a viagens curtas, foi proposta, mas cancelada.

### 787-8

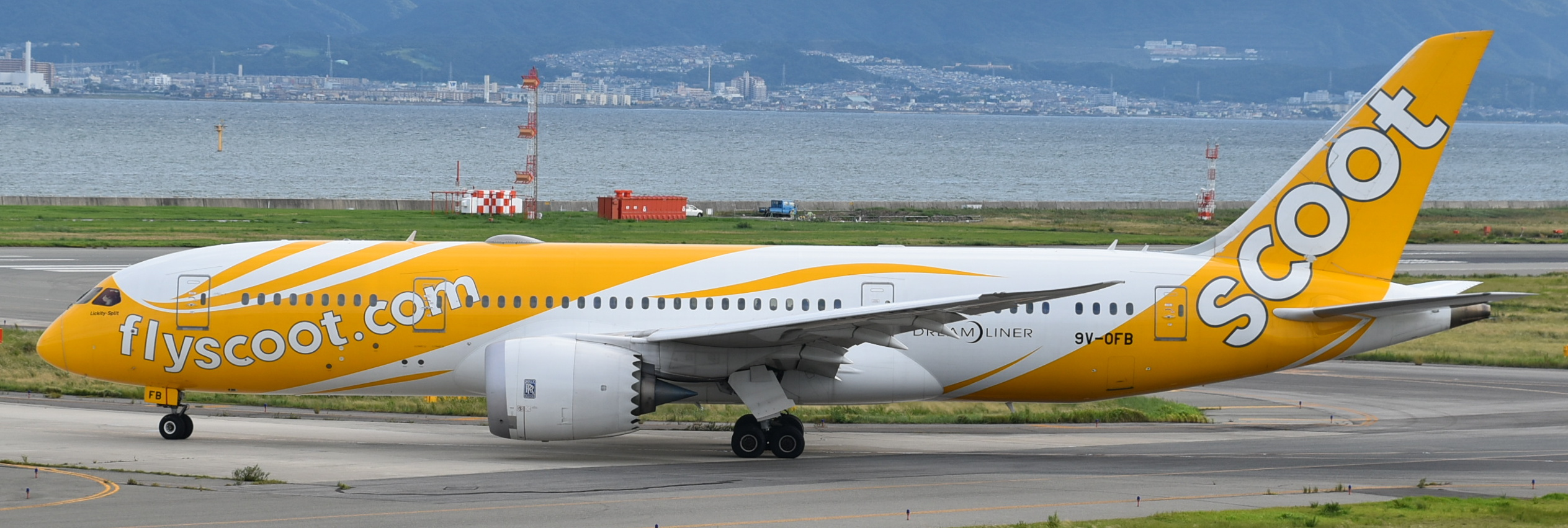
787-8

O 787-8 tem capacidade para 242 passageiros e alcance de 13 621 km (7 355 nmi). Foi projetado para substituir o Boeing 767-300ER e expandir o mercado de voos longos sem escala para novos lugares. Seu principal competidor é o Airbus A330-800neo

### 787-9

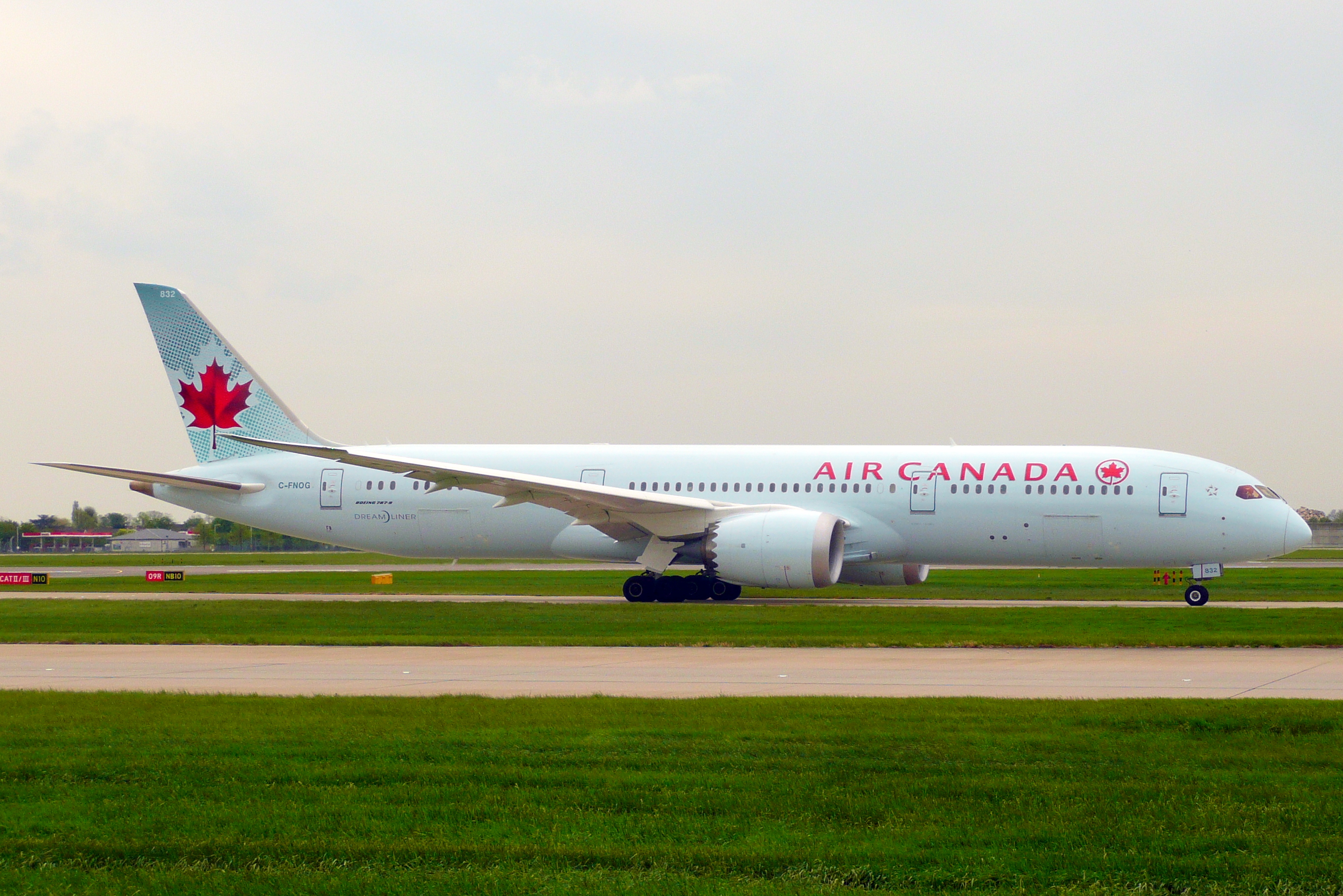
787-9

O 787-9 tem capacidade para 280 passageiros. Apesar de ser 6,1 metros maior do que o 787-8, a largura da asa é a mesma, abonando alcance máximo de 14 140 km (7 635 nmi), peso máximo de decolagem de 24 700 kg. Foi elaborado para substituir o Boeing 767-400ER, e compete com o Airbus A330-900neo. Em 15 de março de 2020, um Boeing 787-9 estabeleceu o recorde de voo mais longo numa viagem emergencial de Pepeete até Paris, percorrendo 15 714 km em 16 horas e 20 minutos.

### 787-10

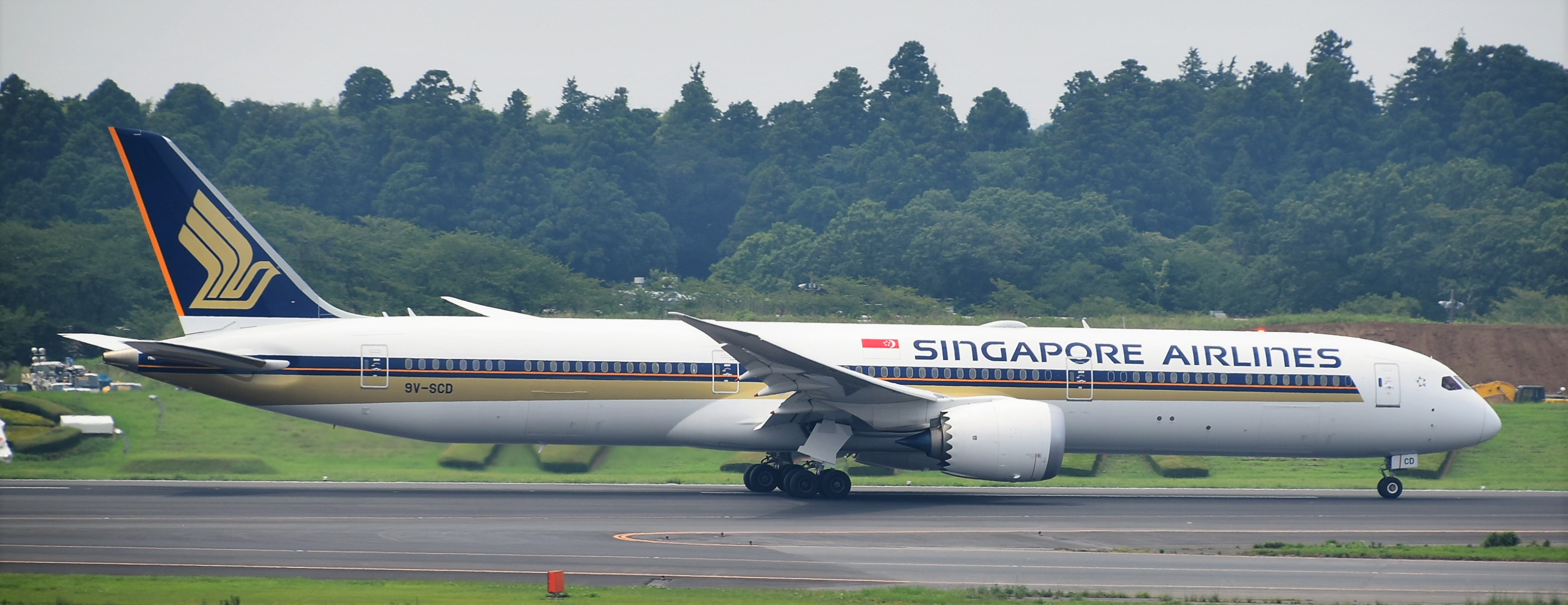
787-10

O 787-10 tem capacidade para 330 passageiros, com alcance máximo de 11 910 km (6 430 nmi). O modelo foi projetado para substituir o 777-200ER, compete com o Airbus A350-900. Segundo a Boeing, o 787-10 é mais eficiente que o A350-900 em rotas curtas.

## Pedidos e entregas
Pedidos e entregas do Boeing 787 (acumulado, por ano):

 Pedidos
 Entregas